# Pedro Nunes
Pedro Nunes (latinsko Petrus Nonius), portugalski matematik, izumitelj, zdravnik, astronom, pedagog in geograf, * 1502, Alcácer do Sal, † 11. avgust 1578, Coimbra.
Nunes velja za enega največjih matematikov svojega časa, ki je najbolj znan po delovanju na tehničnem delu navigacije, kar je pripomoglo k portugalski kolonizaciji in ustanovitvi portugalskega imperija.